# Postmünster

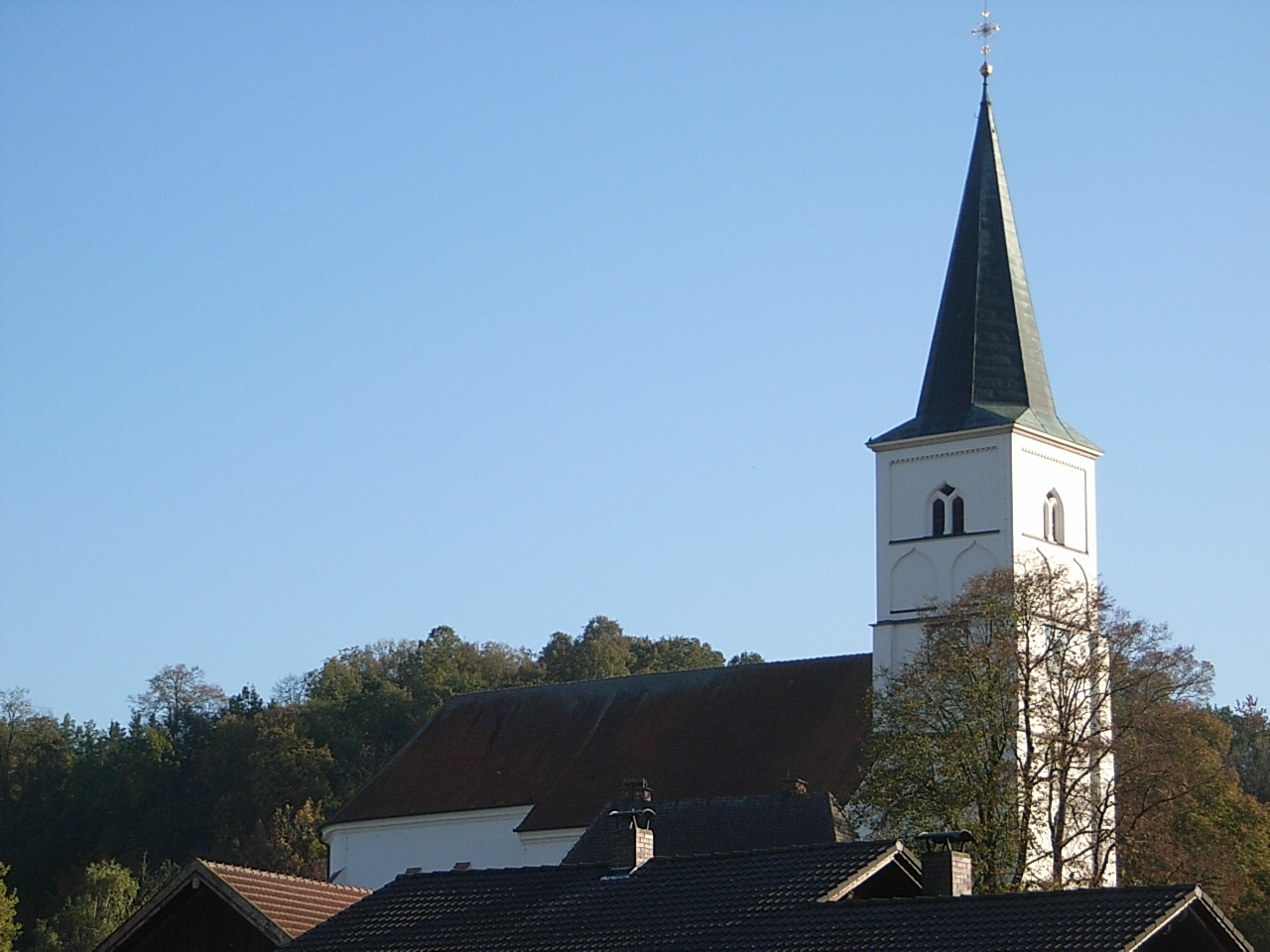
Die Pfarrkirche St. Benedikt

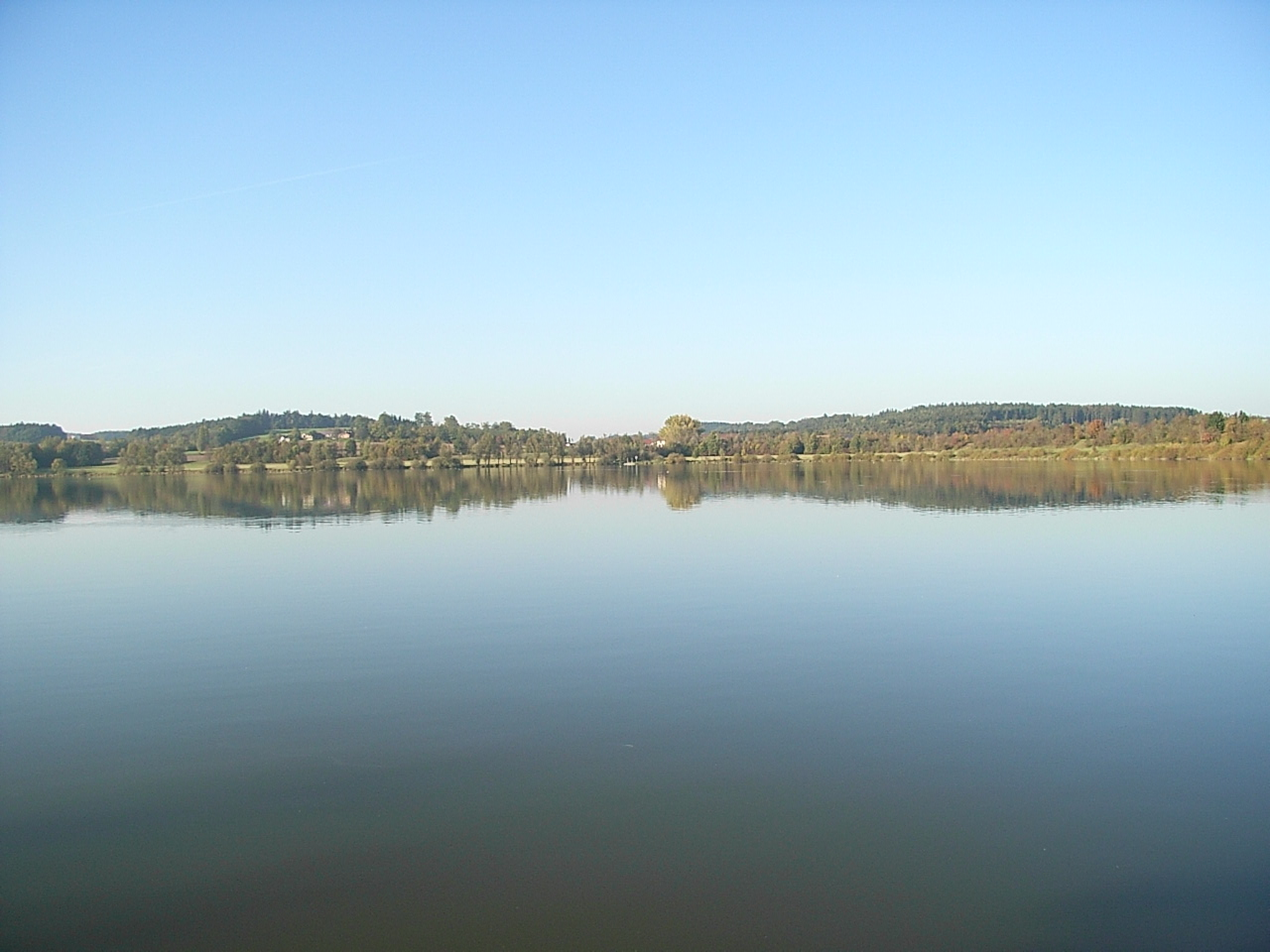
Der Rottauensee

Postmünster ist eine Gemeinde im niederbayerischen Landkreis Rottal-Inn.

## Geografie

### Geografische Lage
Postmünster liegt in der Region Landshut im Tal der Rott am Rottauensee in der niederbayerischen Hügellandschaft. Postmünster befindet sich unweit der B 388 nur fünf Kilometer südwestlich der Kreisstadt Pfarrkirchen, zwölf Kilometer östlich von Eggenfelden und 17 km westlich von Bad Birnbach. Der nächstgelegene Bahnhof an der Bahnstrecke Passau–Neumarkt-Sankt Veit befindet sich in Pfarrkirchen.

### Gemeindegliederung
Es gibt 154 Gemeindeteile:
- Adelöd
- Afterhausen
- Aign
- Aist
- Altenwöhr
- Amixlöd
- Asang
- Bach
- Bacher
- Baiern
- Baumgarten
- Berg
- Böll
- Brandl
- Brandstatt a.d.Rott
- Brandstatt b.Isel
- Brenn
- Bruck
- Bürch
- Christanger
- Dachsberg
- Diepold
- Dirnhub
- Dobl
- Ed
- Ed am Berg
- Edfurt
- Edholzen
- Eham
- Engberg
- Enghub
- Engmühle
- Etzelsbach
- Fasselsberg
- Fechten
- Federlehen
- Federling
- Fischerwimm
- Forster
- Fuchsgrub
- Fürstberg
- Fürstberg b.Neuhofen
- Gambach
- Gangerbauer
- Geiern
- Geislöd
- Goldsberg
- Gollerbach
- Gölling
- Großschnail
- Grübl
- Gschaid
- Gutenöd
- Hag
- Hangetlehen
- Hansöd
- Hasenöd
- Heiblhub
- Henglberg
- Hieb
- Hinten
- Hinteröd
- Hof
- Hofing
- Hohenlin
- Holzen
- Irlsbach
- Isel
- Kaismühle
- Kienbach
- Kigl
- Kleinschnail
- Kogl
- Koppenöd
- Krampl
- Kräuterl
- Kremmel
- Kreuzöd
- Kroed
- Kronwitten
- Kuchl
- Kumpfmühl
- Lang
- Lenzhub
- Lödl
- Maieröd
- Marchen
- Marchetsöd
- Massing
- Mehlsteibl
- Meisteröd
- Mitteröd
- Mühlstraß
- Neuhofen
- Nussing
- Oberwies
- Österreich
- Pfefferöd
- Pimmerstorf
- Pinzenell
- Plaß
- Polting
- Postmünster
- Quingl
- Rahberg
- Rahhof
- Rauchöd
- Reinsperg
- Reischl
- Reising
- Reith
- Roßtauschen
- Saam
- Schachten
- Schalldorf
- Schirgnhub
- Schlettwagen
- Schmiedgrub
- Schmiedhub
- Schned
- Schned b.Neuhofen
- Schönöd
- Schreihof
- Schwanhof
- Spendlholzen
- Spöck
- Stapfen
- Stapfl
- Stegen
- Stegmühl
- Steinbüchl
- Stöckl
- Straß
- Straß b.Neuhofen
- Stumm
- Stütz
- Thal
- Thurnstein
- Trausburg
- Überöd
- Unterwies
- Vöglsberg
- Wald
- Waldhörn
- Walln
- Weichselöd
- Weng
- Wichtleiten
- Winklschuß
- Wippl
- Wolfsberg
- Wühr
- Zaun
- Zeilhub

Es gibt die Gemarkungen Postmünster, Gangerbauer, Schalldorf und Neuhofen (ein eigenständiges Dorf, dessen Einzugsgebiet flächenmäßig größer als das von Postmünster ist).

## Geschichte

### Bis zur Gemeindegründung
Der Ort lag vermutlich an einer alten Römerstraße, die von Massing bis zur Mündung der Rott verlief. Der Ortsname begründet sich vermutlich auf einen Poso, der hier im 8. Jahrhundert ein Eigenkloster gründete. Es ist erstmals im 9. Jh. als cellula qui vocatur Rota (‚kleines Kloster, das Rota genannt wird‘) erwähnt. Erst 1038 ist der Name Possinmunsturi erstmals verschriftlicht. Danach werden die Adeligen von Postmünster häufig erwähnt, bei denen es sich um Ministerialen des Hochstifts Passau handelte.
In der zweiten Hälfte des 13. Jahrhunderts waren die Siegenheimer Besitzer der Hofmark Postmünster-Thurnstein. Im dritten bayerischen Herzogsurbar wird Postmünster als wittelsbachische Hofmark aufgeführt. Die Obmannschaft Postmünster war 1482 Teil des Amtes Pfarrkirchen. 1508 gelangte Postmünster durch Heirat an die Paulsdorffer. Ende des 16. Jahrhunderts wurde der Besitz aufgeteilt. 1599 gehörte eine Hälfte dem unmündigen Christoph von Paulsdorff, die andere Hälfte dem in der Pfalz lebenden Leo von Sinzenhofen.
Im Kurfürstentum Bayern bildete Postmünster eine geschlossene Hofmark im Pfleggericht Reichenberg. Die Hofmark wurde auf kurfürstlichen Regimentsbefehl hin eingezogen und anscheinend ungeteilt 1638 an Paul Scheibel verkauft. Nach 1648 ersteigerte die Familie Strobel Postmünster-Thurnstein. 1661 verkaufte es Hans Georg Strobel an Johann Imsland zu Hofstetten. Die Imsland ließen das Schloss Thurnstein ausbauen, doch zu geringe Einnahmen führten dazu, dass die Hofmark nach 1730 versteigert werden musste. Michael Plinganser war etwa 14 Jahre Konkursverwalter. Erst 1750 erwarben die Grafen zu Goder für 58.000 Gulden die Hofmark.
Der letzte Graf zu Goder starb 1789. Nach langwierigen Erbstreitigkeiten kamen die Besitzungen 1818 wieder auf die Gant. Die Käuferin Freifrau von Venningen veräußerte die Güter 1836 für 58.000 Gulden an Ludwig Graf von Geldern-Egmont.
Im Zuge der Verwaltungsreformen in Bayern entstand mit dem Gemeindeedikt von 1818 die heutige Gemeinde.

### Eingemeindungen
Mit der Gebietsreform in Bayern wurde die Gemeinde Postmünster am 1. April 1971 durch den Zusammenschluss mit den früheren Gemeinden Neuhofen, Gangerbauer und Schalldorf erheblich vergrößert.

### Einwohnerentwicklung
Zwischen 1988 und 2018 wuchs die Gemeinde von 2202 auf 2330 um 128 Einwohner bzw. um 5,8 %.
- 1840: 1686 Einwohner
- 1925: 2388 Einwohner
- 1961: 2613 Einwohner
- 1970: 2394 Einwohner
- 1987: 2240 Einwohner
- 1991: 2361 Einwohner
- 1995: 2275 Einwohner
- 2000: 2372 Einwohner
- 2005: 2359 Einwohner
- 2010: 2296 Einwohner
- 2015: 2288 Einwohner
- 2016: 2291 Einwohner

## Politik

### Gemeinderat
Die Gemeinderatswahl 2020 erbrachte folgende Sitzverteilung:
- CSU: 34,5 % (5 Sitze)
- SPD: 16,5 % (2 Sitze)
- Christliche Freie Wählergemeinschaft (CFWG): 32,8 % (5 Sitze)
- Liste Gangerbauer (LG): 16,2 % (2 Sitze)

### Bürgermeister
Erster Bürgermeister ist 2020 Stefan Weindl (CSU).

### Wappen
| Wappen von Postmünster | Blasonierung: „In Blau ein wachsender goldener Abtstab, überdeckt von zwei gesenkten schmalen silbernen Wellenleisten, beseitet von je einer goldenen Getreideähre.“ |
| Wappen von Postmünster | |

## Bau- und Bodendenkmäler
- Pfarrkirche St. Benedikt. Das spätgotische Bauwerk von etwa 1500 hat eine barocke und neubarocke Ausstattung mit gotischen und barocken Figuren.
- Schloss Thurnstein südlich von Postmünster. Es entstand im 13. Jahrhundert und erhielt im 17. Jahrhundert sein heutiges Aussehen. Die Schlosskapelle von 1782 ist im Rokoko-Stil und klassizistisch ausgestattet.
- Schloss Afterhausen

## Wirtschaft und Infrastruktur

### Wirtschaft einschließlich Land- und Forstwirtschaft
Es gab 1998 nach der amtlichen Statistik im produzierenden Gewerbe 39 und im Bereich Handel und Verkehr keine sozialversicherungspflichtig Beschäftigten am Arbeitsort. In sonstigen Wirtschaftsbereichen waren am Arbeitsort 150 Personen sozialversicherungspflichtig beschäftigt. Sozialversicherungspflichtig Beschäftigte am Wohnort gab es insgesamt 702. Im verarbeitenden Gewerbe gab es einen Betrieb, im Bauhauptgewerbe keine Betriebe. Zudem bestanden im Jahr 1999 155 landwirtschaftliche Betriebe mit einer landwirtschaftlich genutzten Fläche von 3041 ha, davon 1849 ha Ackerfläche und 1186 ha Dauergrünfläche.

### Bildung
Es gibt folgende Einrichtungen (Stand: 1999):
- Kindergärten: 75 Kindergartenplätze mit 86 Kindern
- Grundschule: eine mit 82 Schülern

## Persönlichkeiten
- Conrad Fink (1900–1981), Landrat im Landkreis Pfarrkirchen und Bundestagsabgeordneter
- Bernhard Dilling, auch Hadti Dilling (1932–1994), Bühnenbildner, Maler, Grafiker und Bildhauer; lebte in Kleinschnail bei Postmünster
- Lisa Wahlandt (* 1971), Jazz- und Popsängerin
- Andreas Artur Reichelt (* 1977), Schriftsteller; lebt in Postmünster (Gemeindeteil Neuhofen)

## Sonstiges
Bei Postmünster liegt der als Hochwasser-Rückhaltebecken konzipierte Rottauensee, der auch als Naherholungsgebiet von Bedeutung ist. In Postmünster gibt es eine Sendeanlage der Deutschen Telekom AG.